# Mártély
Mártély község Csongrád-Csanád vármegye Hódmezővásárhelyi járásában.

## Fekvése
A Tisza bal partján fekszik, Hódmezővásárhelytől 10 kilométerre északnyugatra. További szomszédai: észak felől Mindszent, keletről Hódmezővásárhely Barattyos nevű, külterületi városrésze, nyugatról pedig Dóc (utóbbi már a folyó túlpartján).

### Megközelítése
Központján végighalad a Szentes-Szegvár-Mindszent-Mártély-Hódmezővásárhely közti 4521-es út, minden említett település felől ez a legkézenfekvőbb megközelítési útvonala.
Vonattal a MÁV 130-as számú Szolnok–Hódmezővásárhely–Makó-vasútvonalon érhető el. Mártély vasútállomás a település északi részén helyezkedik el, közúti elérését a 45 327-es számú mellékút teszi lehetővé; a vonal állomásainak viszonylatában Mindszent vasútállomás és Hódmezővásárhelyi Népkert megállóhely között található.

## Története

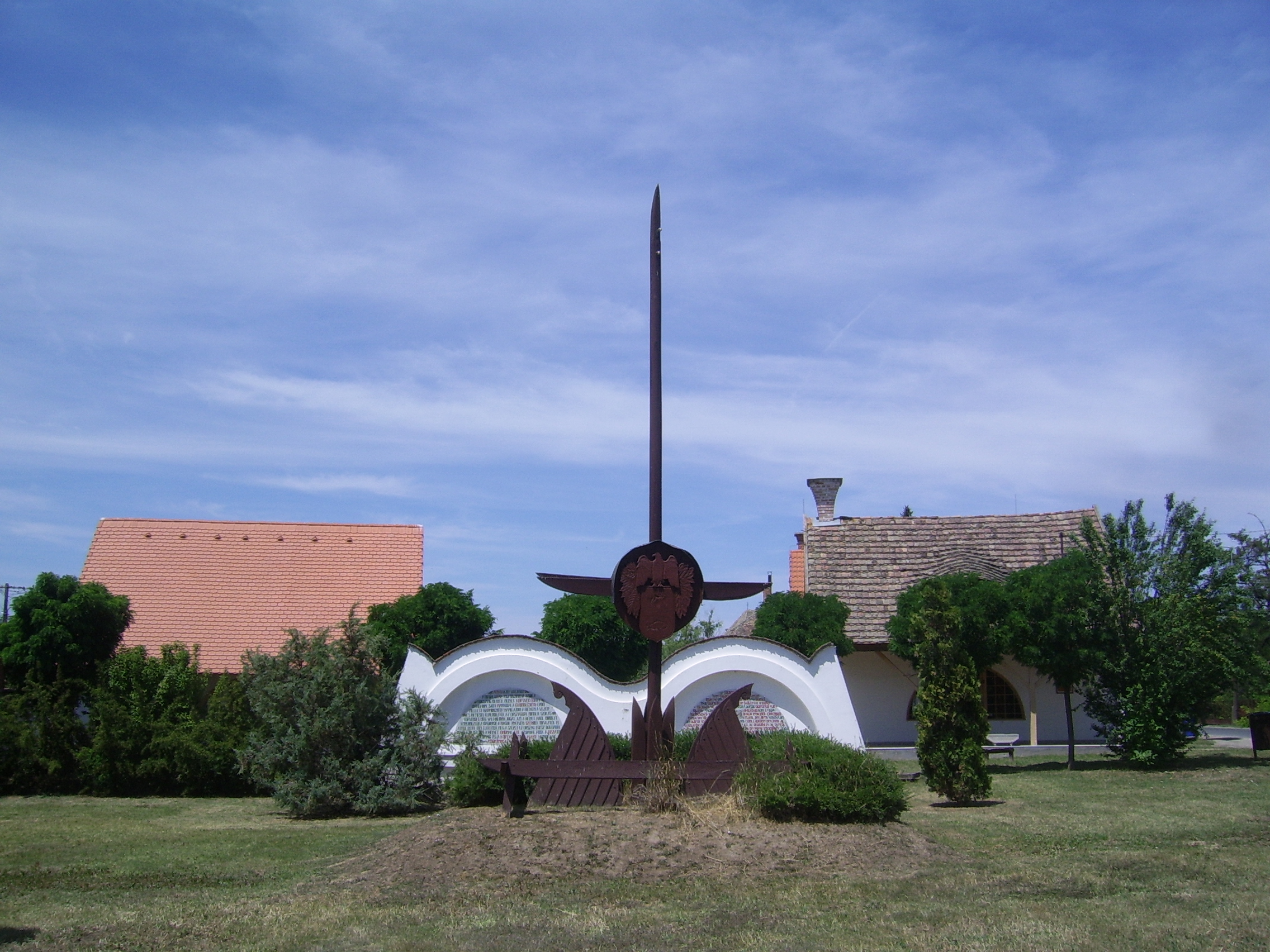
Történelmi Emlékpark

Mártély (Szentadorjánmártély, Saint Adrianus) Árpád-kori település, melyet még I. István király adományozott a zalavári apátságnak halászatával együtt.
Nevét 1019-ben már említette oklevél Adriani néven.
A település egykori templomának Saint Adrianus nevét is a zalavári apátság védőszentjéről kapta.
Mártély az apátság birtoka volt 1335-ben is, ekkor Csanád vármegyéhez számították, de a csongrádi esperességhez tartozott.

## Közélete

### Polgármesterei
- 1990–1994: Simon Jenőné (független)[3]
- 1994–1998: Balogh Jánosné (Faluvédő Egyesület Mártély)[4]
- 1998–2002: Balogh Jánosné (független)[5]
- 2002–2006: Balogh Jánosné (független)[6]
- 2006–2010: Balogh Jánosné (független)[7]
- 2010–2014: Balogh Jánosné (független)[8]
- 2014–2019: Borsos József Albert (Fidesz)[9]
- 2019–2022: Dr. Putz Anita (független)[10]
- 2022–2024: Ambrus István (független)[11]
- 2024– : Ambrus István (független)[1]

A településen 2022. augusztus 7-én időközi polgármester-választást (és képviselő-testületi választást) kellett tartani, mert a korábbi képviselő-testület 2022. április 27-én feloszlatta magát. A választáson a hivatalban lévő polgármester is elindult, de alulmaradt egyetlen kihívójával szemben.

## Népesség
| Lakosok száma | 1281 | 1279 | 1298 | 1303 | 1260 | 1269 | 1285 |
|               | 2013 | 2014 | 2017 | 2021 | 2022 | 2023 | 2024 |

2001-ben a település lakosságának közel 100%-a magyar nemzetiségűnek vallotta magát.
A 2011-es népszámlálás során a lakosok 91,3%-a magyarnak, 0,7% németnek, 0,2% románnak, 0,2% szlováknak mondta magát (8,7% nem nyilatkozott; a kettős identitások miatt a végösszeg nagyobb lehet 100%-nál). A vallási megoszlás a következő volt: római katolikus 21,6%, református 13,8%, evangélikus 0,8%, görögkatolikus 0,2%, felekezeten kívüli 39,9% (22,3% nem nyilatkozott).
2022-ben a lakosság 90,3%-a vallotta magát magyarnak, 0,6% cigánynak, 0,5% németnek, 0,3% szerbnek, 0,2% lengyelnek, 0,1% bolgárnak, 1,7% egyéb, nem hazai nemzetiségűnek (9,4% nem nyilatkozott; a kettős identitások miatt a végösszeg nagyobb lehet 100%-nál). Vallásuk szerint 18% volt római katolikus, 11,7% református, 1,3% evangélikus, 0,1% görög katolikus, 0,1% ortodox, 0,1% izraelita, 1,3% egyéb keresztény, 0,8% egyéb katolikus, 29,4% felekezeten kívüli (37,2% nem válaszolt).

## Nevezetességei
- Késmárki Imre-féle szélmalom
- Iskolamúzeum
- alkotóház
- Festők dombja, ahol közel húsz magyar festő kapott eddig emléktáblát

## Testvértelepülései
- Nyárádremete (Eremitu), Erdély, Románia
- Plougastel-Daoulas , , Franciaország
- Altenahr, Németország
- Detk, Magyarország

## Légifotó-galéria

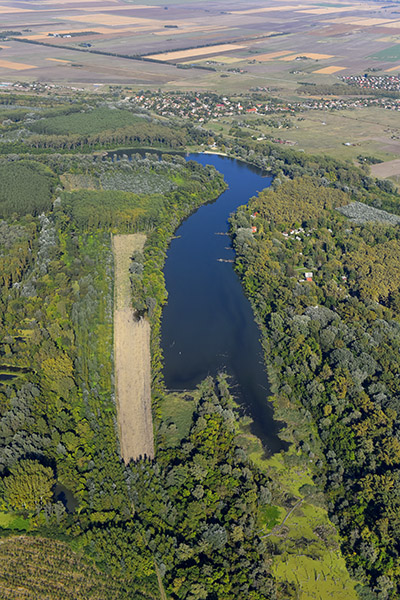
Mártély légi felvételen
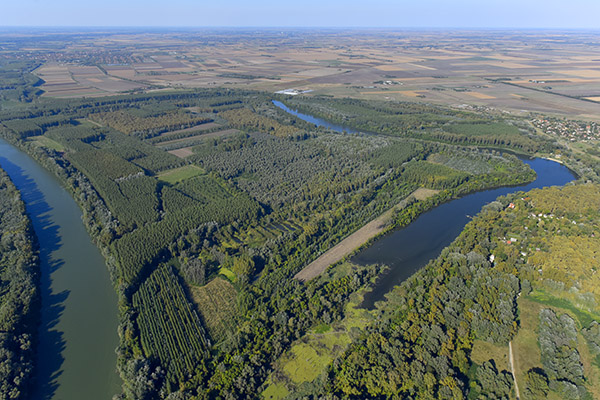
Mártély látképe madártávlatból
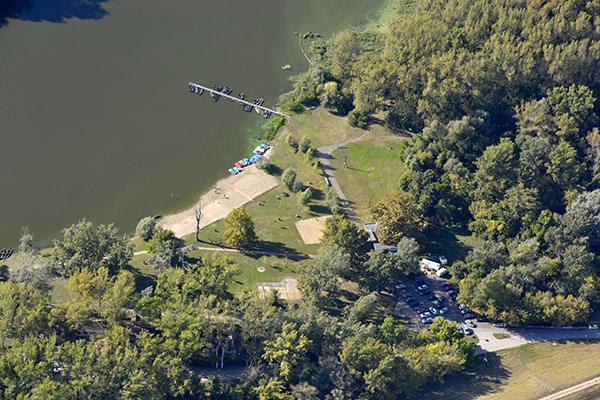
Mártély, a strand légi fotón
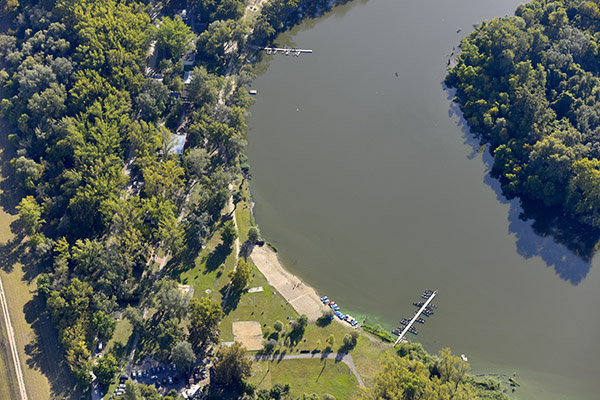
Mártély a magasból
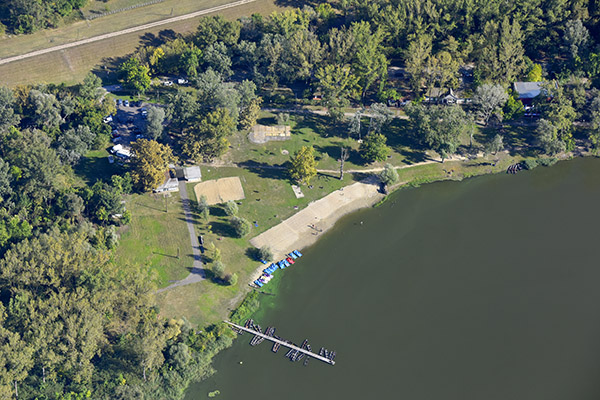
Mártély a levegőből
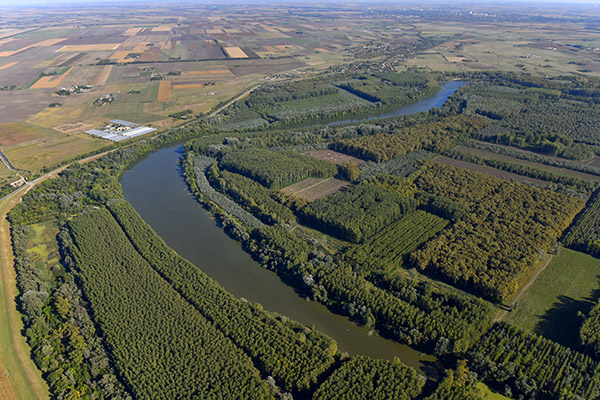
Mártély - légi fotó